# U-Motor

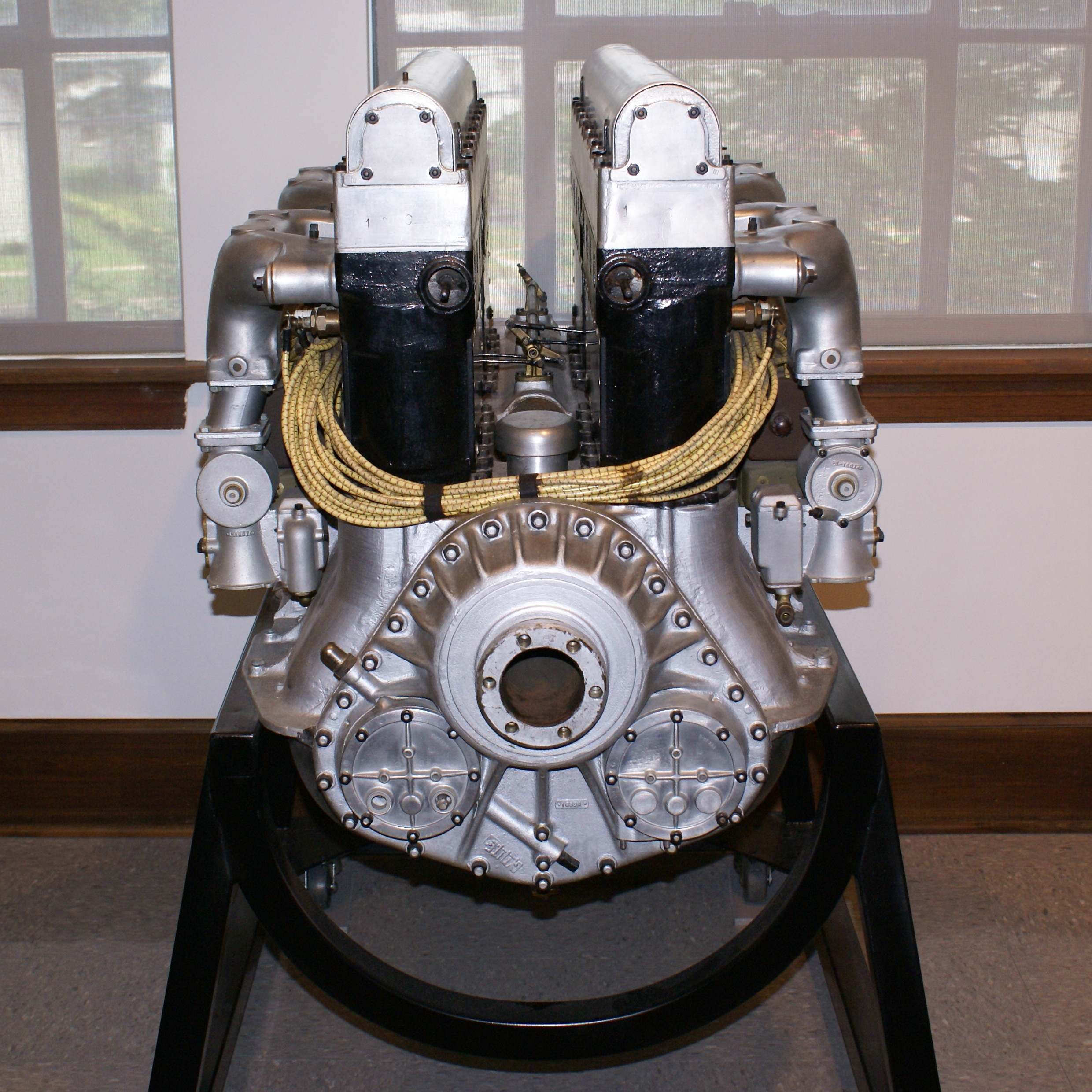
King-Bugatti U-16 (Frontalansicht)

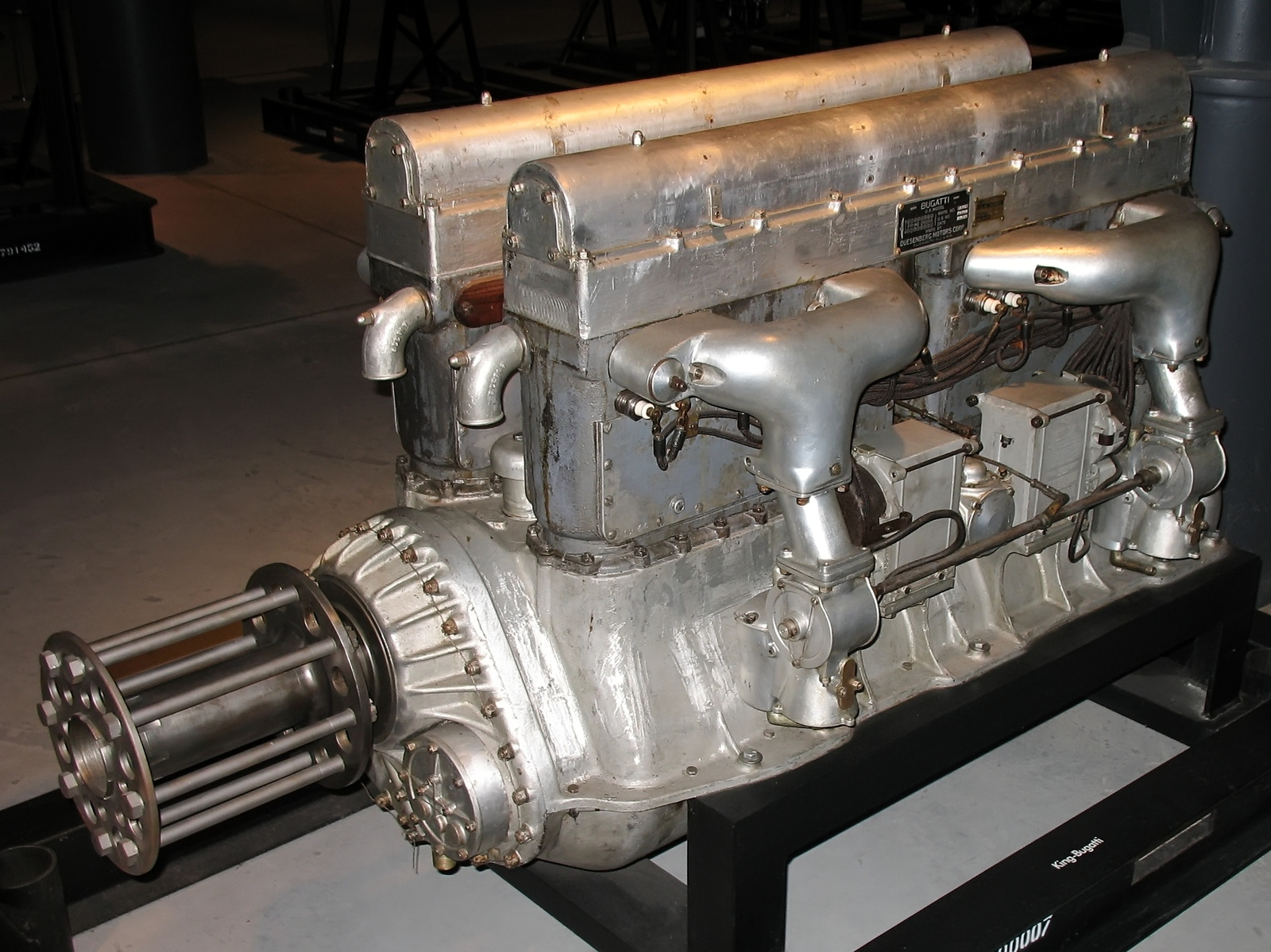
King-Bugatti U-16

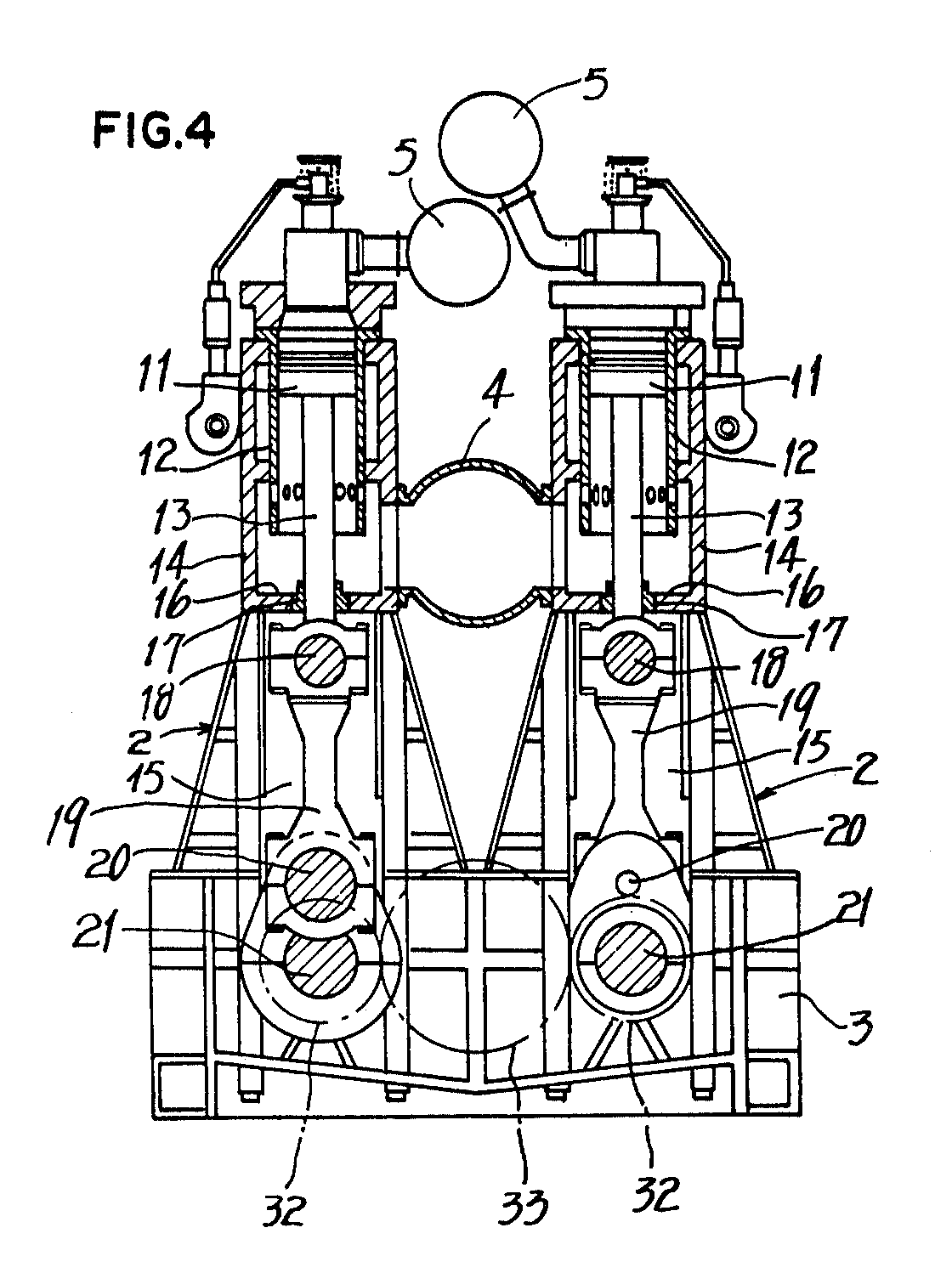
Patentzeichnung für einen maritimen Diesel U-Motor

Animation eines U-Motors

Ein U-Motor ist ein Hubkolbenmotor, der aus zwei nebeneinander platzierten Reihenmotoren aufgebaut ist. Er hat zwei Kurbelwellen, die sich gegensinnig drehen und über einen Zahnradtrieb gekoppelt sind. Dem U-Motor ähnlich ist der H-Motor, bei dem zwei 180°-V-Motoren miteinander verbunden sind. Andere Bezeichnungen für den U-Motor sind zum Beispiel „Doppelreihenmotor“.
U-Motoren sind sehr selten, da sie schwerer als ein entsprechender V-Motor sind. Sie haben aber auf der anderen Seite den Vorteil eines besseren Ausgleichs der freien Massenkräfte und -momente.
Einige Dieselmotoren für Lokomotiven wurden als U-Motoren von Sulzer aus Winterthur in der Schweiz gebaut. Sie entwickelten in den 1930er Jahren eine Reihe von Diesel-U12-Motoren (die „LD-Serie“ sowie die spätere „LDA-Serie“), die mehr als 50 Jahre lang produziert wurden. Verschiedene Zylindergrößen wurden gebaut – zum Beispiel „19“ mit 190 mm Bohrung, „22“ mit 220 mm Bohrung, „25“ mit 250 mm Bohrung, „28“ mit 280 mm Bohrung und „31“ mit 310 mm Bohrung. Sulzer lieferte diese Motoren in verschiedene Länder wie Großbritannien, Bulgarien, China, Frankreich, Polen und Rumänien.
Ein weiteres Beispiel ist der 1916 von Bugatti entwickelte, aber von der französischen Luftwaffe nicht akzeptierte Flugmotor Bugatti U16. Er wurde Ende 1917 an Duesenberg in den USA lizenziert und dort von dem Ingenieur Charles Brady King zum King-Bugatti U-16 weiter entwickelt. Von den geplanten 2000 Stück wurden bei Duesenberg bis Anfang 1919 40 Stück gebaut. Der U-16 kam jedoch in keinem Flugzeug mehr zum Einsatz. Der darauf basierende und 1925 konstruierte U-16 Type 34 wurde nie gebaut. Jedoch wurden doppelt kompressorgeladene 16-Zylinder-U-Motoren in den Sport- bzw. Rennwagen Bugatti „Type 47“ und „Type 45“ verwendet. Es waren wassergekühlte Viertaktmotoren, die 1929/1930 konstruiert und produziert wurden. 
Zwischen 1930 und 1958 baute der britische Hersteller Ariel verschiedene Motorradtypen mit Vierzylinder-U-Motoren, die als Ariel Square Four verkauft wurden.